# Campionati mondiali di ginnastica artistica 2014 - Volteggio maschile
La finale ad attrezzo al volteggio ai Campionati Mondiali 2014 si è svolta alla Guangxi Gymnasium di Nanning, Cina, il 12 ottobre 2014.

## Podio
| Oro                        | Argento                | Bronzo                   |
| Se Gwang Ri Corea del Nord | Ihor Radivilov Ucraina | Jacob Dalton Stati Uniti |

## Qualificazioni
| Pos. | Ginnasta        | Totale | Qual. |
| ---- | --------------- | ------ | ----- |
| 1    | Yang Hak Seon   | 15.449 | Q     |
| 2    | Denis Abljazin  | 15.383 | Q     |
| 3    | Ri Se Gwang     | 15.250 | Q     |
| 4    | Ihor Radivilov  | 15.233 | Q     |
| 5    | Kenzō Shirai    | 15.195 | Q     |
| 6    | Jacob Dalton    | 15.183 | Q     |
| 7    | Shek Wai Hung   | 15.149 | Q     |
| 8    | Sergio Sasaki   | 15.078 | Q     |
| 9    | Kristian Thomas | 15.033 | R1    |
| 10   | Hansol Kim      | 14.933 | R2    |
| 11   | Diego Hypólito  | 14.833 | R3    |

## Classifica
| Pos.    | Ginnasta       | D. Score | E. Score | Penalità | 1° Parziale | D. Score | E. Score | Penalità | 2° Parziale | Totale |
| ------- | -------------- | -------- | -------- | -------- | ----------- | -------- | -------- | -------- | ----------- | ------ |
| Oro     | Se Gwang Ri    | 6.400    | 9.233    | —        | 15.633      | 6.400    | 9.100    | 0.300    | 15.200      | 15.416 |
| Argento | Ihor Radivilov | 6.000    | 9.200    | —        | 15.200      | 6.000    | 9.466    | —        | 15.466      | 15.333 |
| Bronzo  | Jacob Dalton   | 6.000    | 9.233    | 0.100    | 15.133      | 6.000    | 9.266    | —        | 15.266      | 15.199 |
| 4       | Kenzō Shirai   | 6.000    | 9.058    | —        | 15.058      | 5.600    | 9.466    | —        | 15.066      | 15.062 |
| 5       | Sergio Sasaki  | 6.000    | 9.166    | 0.100    | 15.066      | 6.000    | 9.066    | 0.100    | 14.966      | 15.016 |
| 6       | Shek Wai Hung  | 6.000    | 9.166    | 0.100    | 15.066      | 6.000    | 9.033    | 0.100    | 14.933      | 14.999 |
| 7       | Yang Hak Seon  | 6.400    | 8.166    | 0.100    | 14.466      | 6.400    | 8.066    | 0.100    | 14.366      | 14.416 |
| 8       | Denis Abljazin | 6.000    | 8.133    | —        | 14.133      | 6.200    | 8.000    | 0.100    | 14.100      | 14.116 |
| Pos.    | Ginnasta       | 1° Salto | 1° Salto | 1° Salto | 1° Salto    | 2° Salto | 2° Salto | 2° Salto | 2° Salto    | Totale |